# منتخب لاتفيا لكرة السلة للسيدات
منتخب لاتفيا الوطني لكرة السلة للسيدات (باللاتفية: Latvijas sieviešu basketbola izlase) هو ممثل لاتفيا الرسمي في المنافسات الدولية في كرة السلة للسيدات.